# 게티즈버그의 남군 전투 서열
게티즈버그의 남군 전투 서열은 게티즈버그 전투에 참가할 당시의 남군 북버지니아군의 소속 부대 및 지휘관 목록이다. 동일한 이름의 지휘관들은 3일간의 전투 후에 부상 등 이유로 지휘권을 승계한 것을 나타낸다.
특별한 언급이 없는 한 "연대"는 보병연대를 의미한다.

## 북버지니아군 지휘부
- 사령관, 로버트 리
- 참모진;

- 참모장 : 로버트 칠튼 대령
- 포병 사령관 : 윌리엄 펜들턴 준장
- 의료 담당: 라파예트 길드 박사
- 군수참모 : 브리스코 볼드윈 중령
- 병참참모 : 로버트 콜 중령
- 병참장교 : 제임스 코레이 중령
- 법무감 : 헨리 영 소령
- 포병참모장 대리 : 아미스테드 롱 대령
- 군무국장 부관 겸 참모 :  월터 H. 테일러 소령
- Military Secretary 부관 겸 참모  : 찰스 마샬 소령
- 군감찰관 부관 겸 참모 : 찰스 S. 베너블 소령
- 공병참모 : 새뮤얼 존슨 대위

## 제1군단
- 군단장 : 제임스 롱스트리트 중장
- 부관 : 모슬리 소렐 중령

| 사단                                              | 여단                                                            | 연대 |
| ------------------------------------------------- | --------------------------------------------------------------- | --- |
| 맥로우 사단 - 라파에트 맥로우 소장                | 커쇼 여단 - 조지프 커쇼 준장                                    | - 사우스캐롤라이나 2 연대 : 존 케네디 대령, 프랭클린 갈리아드 중령 - 사우스캐롤라이나 3 연대 : 로버트 맥페트 대령, 제임스 낸스 대령 - 사우스캐롤라이나 7 연대 : 와트 애이켄대령, 엘버트 블랜드중령, 와트 에이켄 대령. - 사우스캐롤라이나 8 연대 : 존 헤너건 대령 - 사우스캐롤라이나 15 연대 : 윌리엄 드 조슈어 대령, 윌리엄 기스트 소령 - 사우스캐롤라이나 3 대대 : 윌리엄 라이스 중령 |
| 맥로우 사단 - 라파에트 맥로우 소장                | 바크스데일 여단 - 윌리엄 바크스데일 준장 - 벤저민 험프리 대령   | - 미시시피 13 연대 : 존 카터 대령, 케넌 맥클로이 중령 - 미시시피 17 연대 : 윌리엄 홀더 대령, 존 피셔 중령 - 미시시피 18 연대 : 토마스 그리핀 대령, 윌리엄 루스 중령 - 미시시피 21 연대 : 벤저민 험프리 대령 |
| 맥로우 사단 - 라파에트 맥로우 소장                | 셈멘 여단 - 파울 존스 셈멘 준장 - 구드 브라이언 대령            | - 조지아 10 연대 : 존 윔즈 대령 - 조지아 50 연대 : 윌리엄 매닝 대령 - 조지아 51 연대 : 에드워드 볼 대령 - 조지아 53 연대 : 제임스 심즈 대령 |
| 맥로우 사단 - 라파에트 맥로우 소장                | 워포드 여단 - 윌리엄 워포드 준장                                | - 조지아 16 연대 : 구드 브라이언 대령 - 조지아 18 연대 : 솔론 러프 중령 - 조지아 24 연대 : 로버트 맥밀란 대령 - 콥 의용병 부대 (조지아) : 루터 글렌 중령 - 필립 의용병 부대 : 엘리허 버클래이 중령 - 조지아 3 저격병 대대 : 나탄 후친스 중령 |
| 맥로우 사단 - 라파에트 맥로우 소장                | 포병대: - 헨리 카벨 대령                                        | - 노스캐롤라이나 1 포병대, A포대 : 바실 맨리 대위 - 풀라스키 포병대 (조지아) : 존 프레이저 대위, 윌리엄 푸롱 중위 - 리치먼드 1 박격포대 : 에드워드 매카시 대위 - 트라우프 카운티 포병대 (조지아) : 헨리 칼턴 대위, C. 모트 중위 |
| 피켓 사단 - 조지 피켓 소장                        | 가네트 여단 - 리처드 가네트 준장 - 찰스 페이튼 소령             | - 버지니아 8 연대 : 에파 헌튼 대령, 노어본 버클리 중령, 에드먼드 버클리 소령 - 버지니아 18 연대 : 헨리 카링턴 중령 - 버지니아 19 연대 : 헨리 간트 대령, 존 엘리스 중령, 찰스 소령 - 버지니아 28 연대 : 로버트 앨런 대령, 윌리엄 와츠 중령 - 버지니아 56 연대 : 윌리엄 스퓨어트 대령, P. 슬로터 중령                                                                                    |
| 피켓 사단 - 조지 피켓 소장                        | 켐퍼 여단 - 제임스 켐퍼 준장 - 조지프 메이요2세 대령            | - 버지니아 1 연대 : 루이스 윌리엄2세 대령, F. 스키너 중령 - 버지니아 3 연대: 조지프 메이요2세 대령, A. 캘컷 중령, 윌리험 프라이어 소령 - 버지니아 7 연대 : 월러 패튼 대령, 찰스 플로워리 중령 - 버지니아 11 연대 : 커크우드 오테이 소령, 제임스 후터 대위, 존 홀메스 스미스 대위 - 버지니아 24 연대 : 윌리엄 테리 대령                                                                 |
| 피켓 사단 - 조지 피켓 소장                        | 아미스테드 여단 : - 루이스 아미스테드 준장 - 윌리엄 아일렛 대령 | - 버지니아 9 연대 : 존 오웬 소령, 제임스 필립스 대위 - 버지니아 14 연대 : 제임스 하지스 대령, 윌리엄 화이트 중령 - 버지니아 38 연대 : 에드워드 에드몬드 대령, 포해턴 휘틀 중령, 조지프 카벨 중령 - 버지니아 53 연대 : 윌리엄 아일렛 중령, 롤리 마틴 중령 - 버지니아 57 연대 : 존 보이 매그루더 대령, 벤저민 웨이드 중령, 클레멘트 폰테인 소령                                          |
| 피켓 사단 - 조지 피켓 소장                        | 포병대: - 제임스 디어링 소령                                    | - 포퀴어 포병대 (버지니아) : 로버트 스트리블링 대위 - 햄덴 포병대 (버지니아) : 윌리엄 캐스키 대위 - 리치먼드 파예테 포병대: 마일즈 매콘 대위 - 버지니아 포대 : 조지프 블런트 대위 |
| 후드 사단: - 존 후드 소장 - 에반더 맥클버 로 준장 | 로 여단: - 에반더 로 준장 - 제임스 셰필드 대령                  | - 앨라배마 4 연대 : 로런스 스크룩스 중령 - 앨라배마 15 연대 : 윌리엄 오테스 대령, 블랜턴 힐 대위 - 앨라배마 44 연대 : 윌리엄 페리 대령 - 앨라배마 47 연대 : 제임스 잭슨 대령, 미첼 벌저 중령, 제임스 캄벨 소령 - 앨라배마 48 연대 : 제임스 셰필드 대령, 토마스 유뱅크스 대위 |
| 후드 사단: - 존 후드 소장 - 에반더 맥클버 로 준장 | 로버트슨 여단: - 제롬 로버트슨 준장 - 필립 워크 중령            | - 아칸사스 3 연대 : 반 매닝 대령, 로버트 테일러 중령 - 텍사스 1 연대 : 필립 워크 대령, 프레드릭 바스 소령 - 텍사스 4 연대 : 존 키 대령, 존 배엔 소령 - 텍사스 5 연대 : 로버트 파웰 대령, 킹 브라이언 중령, 제퍼슨 로저스 소령 |
| 후드 사단: - 존 후드 소장 - 에반더 맥클버 로 준장 | 앤더슨 여단: - 조지 앤더슨 준장 - 윌리엄 루프만 중령            | - 조지아 7 연대 : 윌리엄 화이트 대령 - 조지아 8 연대 : 존 타워스 대령 - 조지아 9 연대 : 존 마운저 대령, 윌리엄 존스 소령, 조지 힐에어 대위 - 조지아 11 연대 : 프랜시스 리틀 대령, 윌리엄 루프만 중령, 헨리 맥다니엘 소령 - 조지아 59 연대 : 윌리엄 잭슨 브라운 대령, 볼리바르 기 소령, G. 바스 대위                                                                                    |
| 후드 사단: - 존 후드 소장 - 에반더 맥클버 로 준장 | 베닝 여단: - 헨리 베닝 준장                                     | - 조지아 2 연대 : 윌리엄 해리스 중령, 윌리엄 쉐퍼드 소령 - 조지아 15 연대 : 더들리 뒤보제 대령 - 조지아 17 연대 : 웰시 하지스 대령 - 조지아 20 연대 : 존 A 존스 대령, 제임스 D. 왜델 중령 |
| 후드 사단: - 존 후드 소장 - 에반더 맥클버 로 준장 | 포병대: - 마티아스 헨리 소령                                    | - 브랜치 포병대(노스캐롤라이나) : 알렉산더 라탐 대위 - 독일 포병대(사우스캐롤라이나) : 윌리엄 바크만 대위 - 팔매토 경포병대(사우스캐롤라이나) : 휴 가든 대위 - 로웜 포병대(노스캐롤라이나) : 제임스 레일리 대위 |
| 포병 예비대 - 제임스 월튼 대령                    | 알렉산더 대대 - 에드워드 알렉산더 대령                          | - 애쉬랜드 포병대 (버지니아) : 피쳐그루 울포크2세 대위, 제임스 울포크 중위 - 베드포드 포병대 (버지니아) : 타일러 조던 대위 - 브룩스 포병대 (사우스캐롤라이나) : 윌리엄 피클링 대위, 스테픈 길버트 중위 - 매디슨 경포병대 (루이지애나) : 조지 무디 대위 - 리치먼드 "파커" 포대 (버지니아) : 윌리엄 파커 대위 - 배스 포대 (버지니아) : 오스먼드 테일러 대위                              |
| 포병 예비대 - 제임스 월튼 대령                    | 워싱턴 포병대대 (루이지애너) - 벤저민 에쉴먼 소령               | - 1 중대 : 찰스 스콰이어 대위 - 2 중대 : 존 리처드슨 대위 - 3 중대 : 메리트 밀러 대위 - 4 중대 : 조지프 노컴 대위, H. 배틀스 중위 |

## 제2군단
- 군단장 : 리처드 이월 중장
- 아이작 트림블 소장
- 호위 : 랜돌프 버지니아  기병중대 : 윌리엄 랜돌프 대위

| 사단                                    | 여단                                                               | 연대 |
| --------------------------------------- | ------------------------------------------------------------------ | --- |
| 얼리 사단 : - 주벨 얼리 소장            | 헤이스 여단 "루이지애나의 호랑이들" - 여단장 : 해리 T. 헤이스 준장 | - 루이지애나 5 연대 : 알렉산더 하트 소령, T.H. 비스코 대위 - 루이지애나 6 연대 : 조지프 핸론 중령 - 루이지애나 7 연대 : 데이비드 펜 대령 - 루이지애나 8 연대 : 트레배니언 루이스 대령, 알키비아데스 드 블랑 중령, 저맨 레스터 소령 - 루이지애나 9 연대 : 레로이 스타포드 대령                                                               |
| 얼리 사단 : - 주벨 얼리 소장            | 스미스 여단: - 윌리엄 스미스 준장                                  | - 버지니아 31 연대 : 존 호프만 대령 - 버지니아 49 연대 : 카틀렛 깁슨 중령 - 버지니아 52 연대 : 제임스 스키너 중령 |
| 얼리 사단 : - 주벨 얼리 소장            | 호크 여단: - 아이작 E. 애버리 대령 - 아치볼드 고드윈 대령          | - 노스캐롤라이나 6 연대 : 새뮤얼 타테 소령 - 노스캐롤라이나 21 연대 : 윌리엄 커크랜드 대령 - 노스캐롤라이나 57 연대 : 아치볼드 고드윈 대령 |
| 얼리 사단 : - 주벨 얼리 소장            | 고든 여단: - 존 B. 고든 준장                                       | - 조지아 13 연대 : 제임스 스미스 대령 - 조지아 26 연대 : 에드문드 애트킨슨 대령 - 조지아 31 연대 : 클레멘트 에반스 대령 - 조지아 38 연대 : 윌리엄 맥레오드 대령 - 조지아 60 연대 : 월터스 존스 대위 - 조지아 61 연대 : 존 래머 대령 |
| 얼리 사단 : - 주벨 얼리 소장            | 포병대: - 힐러리 존스 중령                                         | - 샤롯테스빌 포병대 (버지니아) : 제임스 캐링턴 대위 - 코우트니 포병대(버지니아) : 윌리엄 태너 대위 - 루이지애나 근위 포병대 : 찰스 그린 대위 - 스톤턴 포병대(버지니아) : 애셔 가버 대위 |
| 존슨 사단 - 에드워드 알레게니 존슨 소장 | 스튜어트 여단 : - 조지 스튜어트 준장                               | - 메릴랜드 1 대대 : 제임스 허버트 중령, 윌리엄 골즈보로 소령, 제임스 크랜 대위 - 노스캐롤라이나 1 연대 : 해밀튼 브라운 중령 - 노스캐롤라이나 3 연대 : 윌리엄 파슬리 소령 - 버지니아 10 연대 : 에드워드 워렌 대령 - 버지니아 23 연대 : 시메온 월튼 중령 - 버지니아 37 연대 : 헨리 우드 소령                                                  |
| 존슨 사단 - 에드워드 알레게니 존슨 소장 | 스톤월 여단 - 제임스 워커 준장                                     | - 버지니아 2 연대: 존 나덴보쉬 대령 - 버지니아 4 연대 : 윌리엄 테리 소령 - 버지니아 5 연대 : 존 풍크 대령 - 버지니아 27 연대 : 다니엘 쉬리버 중령 - 버지니아 33 연대 : 자콥 골라데이 대위 |
| 존슨 사단 - 에드워드 알레게니 존슨 소장 | 니콜스 여단 : : - 제시 윌리엄스 대령                               | - 루이지애나 1 연대 : 에드워드 윌렛트 대위 - 루이지애나 2 연대 : 로스 부크 중령 - 루이지애나 10 연대 : 토마스 파웰 소령 - 루이지애나 14 연대 : 데이빗 자벨 중령 - 루이지애나 15 연대 : 앤드류 브래디 소령 |
| 존슨 사단 - 에드워드 알레게니 존슨 소장 | 존스 여단: - 존 존스 준장 - 로버트 던건 중령                       | - 버지니아 21 연대 : 윌리엄 모젤레이 대위 - 버지니아 25 연대 : 존 히긴보탐 대령, J 로빈슨 중령 - 버지니아 42 연대 : 로버트 휘터스 중령, 새뮤얼 손더스 대위 - 버지니아 44 연대 : 노벌 콥 소령, 토마스 버크너 대위 - 버지니아 48 연대 : 로버트 던건 중령, 오스카 화이트 소령 - 버지니아 50 연대 : 로간 새일러 중령                            |
| 존슨 사단 - 에드워드 알레게니 존슨 소장 | 포병대: - 조지프 래티머 소령 - 찰스 레인 대위                      | - 메릴랜드 1 포대: 윌리엄 데멘트 대위 - 알레게니 포병대(버지니아) : 존 카펜터 대위 - 체사피크 포병대 (메릴랜드) : 윌리엄 브라운 대위 - 린치버그 "리" 포대 (버지니아) : 찰스 래인 대위, 윌리엄 하드위케 중위 |
| 로드 사단: - 로버트 로드 소장           | 다니엘 여단 - 주니어스 다니엘 준장                                 | - 노스캐롤라이나 32 연대 : 에드먼드 브레이블 대령 - 노스캐롤라이나 43 연대 : 토마스 케넌 대령, 윌리엄 루이스 중령 - 노스캐롤라이나 15 연대 : 새뮤얼 보이드 중령, 존 윈스턴 소령, 갤러웨이 대위, 제임스 홉킨스 대위 - 노스캐롤라이나 53 연대 : 윌리엄 오웬 대령 - 노스캐롤라이나 2 대대 : 헤제키아 앤드루 중령, 존 핸콕 소령, 반 브라운 대위 |
| 로드 사단: - 로버트 로드 소장           | 돌레스 여단: - 조지 돌레스 준장                                    | - 조지아 4 연대 : 데이비드 윈 중령, 윌리엄 윌리스 소령 - 조지아 12 연대 : 에드워드 윌리스 대령 - 조지아 21 연대 : 존 머셔어 대령 - 조지아 44 연대 : 새뮤얼 럼킨 대령, 윌리엄 피블스 소령 |
| 로드 사단: - 로버트 로드 소장           | 아이버슨 여단 - 앨프레드 아이버슨 준장                             | - 노스캐롤라이나 5 연대 : 스파이트 웨스트 대위, 벤저민 로빈슨 대위 - 노스캐롤라이나 12 연대 : 윌리엄 대이비스 중령 - 노스캐롤라이나 20 연대 : 넬슨 슬로어 중령, 존 브룩스 소령, 루이스 힉스 대위 - 노스캐롤라이나 23 연대 : 다니엘 크리스티 대령, 윌리엄 존스턴 대위                                                                        |
| 로드 사단: - 로버트 로드 소장           | 램소어 여단 - 스테픈 도슨 램소어 준장                              | - 노스캐롤라이나 2 연대 : 다니엘 허트 소령, 제임스 스캐일스 대위 - 노스캐롤라이나 4 연대 : 브라이언 그라임즈 대령 - 노스캐롤라이나 14 연대 : 타일러 베넷 대령, 조지프 램버트 소령 - 노스캐롤라이나 30 연대 : 프랜시스 파커 대령, 윌리엄 실러서 소령                                                                                         |
| 로드 사단: - 로버트 로드 소장           | 오닐 여단 - 에드워드 오닐 대령                                     | - 앨라배마 3 연대 : 컬린 배틀 대령 - 앨라배마 5 연대 : 조지프 홀 대령 - 앨라배마 6 연대 : 제임스 라이트풋 대령, 밀레쥐 보위 대위 - 앨라배마 12 연대 : 새뮤얼 파이큰 대령 - 앨라배마 26 연대 : 존 굿게임 중령 |
| 로드 사단: - 로버트 로드 소장           | 포병대: - 토마스 카터 중령                                         | - 제프 데이비스 포병대(앨러배머) : 윌리엄 리즈 대위 - 킹 윌리엄 포병대(버지니아) : 윌리엄 카터 대위 - 모리스 포병대(버지니아) : 리처드 페이지 대위 - 오렌지 포병대(버지니아) : 찰스 프라이 대위 |
| 예비 포병대: - 톰슨 브라운 대령         | 1 버지니아 포병대 대대 - 윌리스 댄스 대위                          | - 리치먼드 2 곡사포병대 (버지니아) : 데이비드 왓슨 대위 - 리치먼드 3 곡사포병대 (버지니아) : 벤저민 스미스 2세 대위 - 포해튼 포병대(버지니아) : 존 커닝햄 중위 - 록브리지 포병대(버지니아) : 아치볼드 그레이험 대위 - 살렘 포병대(버지니아) : 찰스 그리핀 중위                                                                              |
| 예비 포병대: - 톰슨 브라운 대령         | 넬슨 포병대대 - 윌리엄 넬슨 중령                                   | - 암허스트 포병대(버지니아) : 토마스 커크패트릭 대위 - 플루배너 포병대(버지니아) : 존 마시에 대위 - 조지아 포대: 존 밀레쥐 2세 대위 |

## 제3군단
군단장 : 앰브로스 파웰 힐 중장
| 사단                                                                                       | 여단                                                                         | 연대 |
| ------------------------------------------------------------------------------------------ | ---------------------------------------------------------------------------- | --- |
| 앤더슨 사단 - 리처드 앤더슨 소장                                                           | 윌콕스 여단 - 캐드무스 윌콕스 준장                                           | - 앨라배마 8 연대 : 힐러리 허버트 중령 - 앨라배마 9 연대 : 조지프 킹 대위 - 앨라배마 10 연대 : 윌리엄 포니 대령, 제임스 셜리 중령 - 앨라배마 11 연대 : 존 샌더스 대령, 조지 타일러 중령 - 앨라배마 14 연대 : 루시어스 핑커드 대령, 제임스 브룸 중령 |
| 앤더슨 사단 - 리처드 앤더슨 소장                                                           | 마혼 여단 - 윌리엄 마혼 준장                                                 | - 버지니아 6 연대 : 조지 로저스 대령 - 버지니아 12 연대 : 데이비드 웨시저 대령 - 버지니아 16 연대 : 조지프 함 대령 - 버지니아 41 연대 : 윌리엄 퍼햄 대령 - 버지니아 61 연대 : 버지니어스 그로너 대령 |
| 앤더슨 사단 - 리처드 앤더슨 소장                                                           | 라이트 여단 - 앰브로스 라이트 준장 - 윌리엄 깁슨 대령 - 앰브로스 라이트 준장 | - 조지아 3 연대 : 에드워드 워커 대령 - 조지아 22 연대 : 조지프 와스덴 대령, 벤저민 맥커리 대위 - 조지아 48 연대 : 윌리엄 깁슨 대령, 매튜 홀 대위, 윌리엄 깁슨 대령 - 조지아 2 대대 : 조오지 로스 소령, 찰스 모페트 대위 |
| 앤더슨 사단 - 리처드 앤더슨 소장                                                           | 페리 여단 - 데이비드 랭 대령                                                 | - 플로리다 2 연대 : 월터 모어 소령, 윌리엄 밸런틴 대위, 세튼 플레밍 대위 - 플로리다 5 연대 : 리치먼드 가드너 대위, 카운실 브라이언 대위, 존 홀리먼 대위 - 플로리다 8 연대 : 데이비드 랭 대령, 윌리엄 바야 중령 |
| 앤더슨 사단 - 리처드 앤더슨 소장                                                           | 포시 여단 - 카놋 포시 준장                                                   | - 미시시피 12 연대 : 윌리엄 테일러 대령 - 미시시피 16 연대 : 새뮤엘 바커 대령 - 미시시피 19 연대 : 나다니엘 해리스 대령 - 미시시피 48 연대 : 조지프 제이느 대령 |
| 앤더슨 사단 - 리처드 앤더슨 소장                                                           | 포병대 (섬터 대대): - 존 레인 소령                                           | - A 중대 : 휴 로스 대위 - B 중대 : 조지 패터슨 대위 - C 중대 : 존 윙필드 대위 |
| 히스 사단 - 헨리 히스 소장 - 존스턴 페티그루 준장                                          | 페티그루 여단 - 존스턴 페티그루 준장 - 제임스 마샬 대령 - 존 T. 존스 소령    | - 노스캐롤라이나 11 연대 : 콜렛트 레벤토프 대령 - 노스캐롤라이나 26 연대 : 헨리 부귀인 2세 대령, 존 레인 중령, 존 T. 존스 소령, H.C 앨브라이트 대위 - 노스캐롤라이나 47 연대 : 조오지 패리볼트 대령, 존 그레이브스 중령 - 노스캐롤라이나 52 연대 : 제임스 마샬 대령, 마커스 파크스 중령, 존 Q. 리처드슨 소령, 나다니엘 포스터 대위                                                             |
| 히스 사단 - 헨리 히스 소장 - 존스턴 페티그루 준장                                          | 브로큰브로우 여단: - 존 M. 브로큰브로우 대령 - 로버트 메이요 대령            | - 버지니아 40 연대 : 토마스 베츠 대위, R.B. 데이비스 대위 - 버지니아 47 연대 : 로버트 메이요 대령 - 버지니아 55 연대 : 윌리엄 크리스티안 대령 - 버지니아 22 대대 : 존 보올스 대령 |
| 히스 사단 - 헨리 히스 소장 - 존스턴 페티그루 준장                                          | 아처 여단: - 제임스 아처 준장 - 버켓 프라이 대령 - 새뮤얼 쉐퍼드 중령        | - 앨라배마 13 연대 : 버켓 프라이 대령 - 앨라배마 5 대대 : 앨버트 반 드 그라프 소령 - 테네시 1 연대 (임시부대) : 뉴턴 조지 중령, 펠릭스 버캐넌 소령 - 테네시 7 연대 : 존 파이트 대령, 세뮤얼 쉐퍼드 중령 - 테네시 14 연대 : 브루스 필립스 대위 |
| 히스 사단 - 헨리 히스 소장 - 존스턴 페티그루 준장                                          | 데이비스 여단: - 조지프 데이비스 준장                                        | - 미시시피 2 연대 : 존 스톤 대령, 존 블레어 소령, 데이비드 험프리 중령 - 미시시피 11 연대 : 프랜시스 그린 대령 - 미시시피 42 연대 : 휴 밀러 대령, 앤드류 넬슨 대위 - 노스캐롤라이나 55 연대 : 존 코널리 대령, 앨프레드 벨레 소령 |
| 히스 사단 - 헨리 히스 소장 - 존스턴 페티그루 준장                                          | 포병대: 존 가넷 중령                                                         | - 도널드손빌 포병대 (루이지애너) : 빅터 모린 대위 - 헝거 포병대(버지니아) : 조지프 무어 대위 - 루이스 포병대(버지니아) : 존 루이스 대위 - 노포크 포병대 (버지니아) : 찰스 그랜디 대위 |
| 펜더 사단 - 윌리엄 도시 펜더 소장 - 제임스 레인 준장 - 아삭 트림블 소장 - 제임스 레인 준장 | 맥고원 여단 - 애브너 페린 대령                                               | - 사우스캐롤라이나 1 연대 (임시부대) : 찰스 맥크리어리 소령 - 사우스캐롤라이나 1 라이플 연대 : 윌리엄 하덴 대위 - 사우스캐롤라이나 12 연대 : 존 뮐러 대위 - 사우스캐롤라이나 13 연대 : 벤저민 브로큰만 중령 |
| 펜더 사단 - 윌리엄 도시 펜더 소장 - 제임스 레인 준장 - 아삭 트림블 소장 - 제임스 레인 준장 | 레인 여단: - 제임스 레인 (미국 장군) - 클라크 애버리 대령                    | - 노스캐롤라이나 7 연대 : 맥레오 튜너 대위, 제임스 해리스 대위 - 노스캐롤라이나 18 연대 : 존 버레이 대령 - 노스캐롤라이나 28 연대 : 새뮤얼 로우 대령, 새뮤얼 로웨 대령, W. 스피어 중령 - 노스캐롤라이나 33 연대 : 클라크 애버리 대령 - 노스캐롤라이나 37 연대 : 윌리엄 바보 대령 |
| 펜더 사단 - 윌리엄 도시 펜더 소장 - 제임스 레인 준장 - 아삭 트림블 소장 - 제임스 레인 준장 | 토마스 여단 - 에드워드 토마스 준장                                           | - 조지아 14 연대 : 로버트 풀섬 대령 - 조지아 35 연대 : 볼링 홀트 대령 - 조지아 45 연대 : 토마스 J. 시몬스 대령 - 조지아 49 연대 : 새뮤얼 T. 다이넬 |
| 펜더 사단 - 윌리엄 도시 펜더 소장 - 제임스 레인 준장 - 아삭 트림블 소장 - 제임스 레인 준장 | 스케일스 여단 - 앨프리드 스케일스 준장 - 조지 고든 중령 - 윌리엄 로랜스 대령 | - 노스캐롤라이나 13 연대 : 조지프 히먼 대령 헨리 로저스 중령, 로버트 모와 중위, 나다니엘 스미스 중위 - 노스캐롤라이나 16 연대 : 르로이 스토우 대위, 아벨 S. 클라우드 대위 - 노스캐롤라이나 22 연대 : 제임스 코너 대령 - 노스캐롤라이나 34 연대 : 윌리엄 리 로랜스 대령, 조지 T. 고든 중령, - 노스캐롤라이나 38 연대 : 윌리엄 호크 대령, 존 애쉬포드 중령, 윌리엄 토른버그 대위, 존 로빈슨 중위 |
| 펜더 사단 - 윌리엄 도시 펜더 소장 - 제임스 레인 준장 - 아삭 트림블 소장 - 제임스 레인 준장 | 포병대: - 윌리엄 T. 포아귀 소령                                              | - 앨버말 포병대(버지니아) : 제임스 요트 대위 - 샤롯테 포병대(노스캐롤라이나) : 조지프 그레이험 대위 - 매디슨 포병대(미시시피) : 조지 워드 대위 - 버지니아 포대: 제임스 브룩 대위 |
| 예비 포병대 : - 린드세이 워커 대령                                                         | 매킨토시 대대 - 데이비드 매킨토시 소령                                       | - 댄빌 포병대 (버지니아) : 로버트 라이스 대위 - 하드웨이 포병대 (앨라배마) : 윌리엄 허트 대위 - 로크브리지 2 포병대 (버지니아) : 새뮤얼 월리스 중위 - 버지니아 포대: 마머두크 존슨 대위 |
| 예비 포병대 : - 린드세이 워커 대령                                                         | 페그럼 대대 - 윌리엄 페그럼 소령 - 어빈 브룬손 대위                          | - 크렌쇼 포대 (버지니아) : 윌리엄 그랜쇼 대위 - 프레드릭스버그 포병대 (버지니아) : 에드워드 마뤼예 대위 - 렛쳐 포병대 (버지니아) ; 토마스 브랜더 대위 - 피디 포병대 (사우스캐롤라이나) : 윌리엄 짐머만 중위 - 퍼셀 포병대 (버지니아) : 조지프 맥그로우 대위 |

## 기병대
| 사단                           | 여단                                                      | 연대 |
| ------------------------------ | --------------------------------------------------------- | --- |
| 스튜어트 사단:젭 스튜어트 소장 | 햄프턴 여단 - 웨이드 햄프턴 3세 준장 - 로런스 베이커 대령 | - 노스캐롤라이나 1 연대 : 로런스 베이커 대령 - 사우스캐롤라이나 1 연대 : 존 블랙 대령 - 사우스캐롤라이나 2 연대 : 메튜 버틀러 대령 - 콥 의용기병대(조지아) : 피에르 영 대령 - 제프 데이비스 의용기병대(미시시피) : 조지프 워링 대령 - 필립스 의용기병대(조지아) : 제퍼슨 필립스 중령                                 |
| 스튜어트 사단:젭 스튜어트 소장 | 피츠휴 리 여단: - 피츠휴 리 준장                          | - 1 메릴랜드 대대 : [[해리 길모어\|해리 길모어 소령, 리글리 브라운 소령 - 1 버지니아 : 제임스 드레이크 대령 - 3 버지니아 : 토마스 오웬 대령 - 4 버지니아 : 위리엄 위크햄 대령 - 5 버지니아 : 토마스 로서 대령 |
| 스튜어트 사단:젭 스튜어트 소장 | 젠킨스 여단: - 앨버트 젠킨스 준장 - 밀튼 퍼거슨 대령      | - 14 버지니아 : 벤저민 어클 대령 - 16 버지니아 : 밀튼 퍼거슨 대령 - 17 버지니아 : 윌리엄 프렌치 대령 - 34 버지니아 대대 : 빈센트 위처 중령 - 36 버지니아 대대 : 코넬리우스 스미스 대위 - 잭슨 포병중대(버지니아) : 토마스 잭슨 대위 (주1)                                                                            |
| 스튜어트 사단:젭 스튜어트 소장 | W. H. F. 리 여단: - 존 챔블리스 2세 대령                  | - 2 노스캐롤라이나 : 솔로몬 윌리엄스 대령 - 9 버지니아 : 리처드 비일 대령 - 10 버지니아 : 루시어스 데이비스 대령 - 13 버지니아 : 벤저민 윈필드 대위 |
| 스튜어트 사단:젭 스튜어트 소장 | 스튜어트 기마포병대: - 로버트 베컴 소령                   | - 브레테드 포병중대 (버지니아) : 제임스 브레테드 대위 - 츄 포병중대 (버지니아) : 프레스턴 츄 대위 - 그리핀 포병중대 (메릴랜드) : 윌리엄 그리핀대위 - 하트 포병중대 (사우스캐롤라이나) : 제임스 하트 대위 - 맥그레거 포병중대 (버지니아) : 윌리엄 맥그레거 대위 - 무어맨 포병중대 (버지니아) : 마르켈루스 무어맨 대위 |
| 스튜어트 사단:젭 스튜어트 소장 | 로버트슨 여단: - 비벌리 로버트슨 준장                     | - 노스캐롤라이나 4 연대 : 데니스 페레비 대령 - 노스캐롤라이나 5 연대 : 피터 에반스 대령 :: 이 여단은 게티즈버그 전투에는 참전하지 않았다. |
| 스튜어트 사단:젭 스튜어트 소장 | 존스 여단 - 윌리엄 존스 준장                              | - 버지니아 6 연대: 카벨 플로노이 소령 - 버지니아 7 연대 : 토마스 마샬 중령 - 버지니아 연대 : 런스포드 로맥스 대령 :: 이 여단은 게티즈버그 전투에는 참전하지 않았다. |
| 임보덴 사령부 - 존 임보덴 준장 |                                                           | - 버지니아 18 기병대 : 조오지 임보덴 대령 - 버지니아 62 산악보병 연대 : 조지 스미스 대령 - 버지니아 수색대(버지니아) : 존 맥닐 대위 - 스토턴 포병중대(버지니아) : 존 맥클너헌 대위 |

- 주1) 포대가 포병의 ‘포대’와 일반적인 ‘중대’를 의미하는 경우가 있어서 확인 후 수정.

## 같이 보기
- 게티즈버그의 북군 전투 서열
- 게티즈버그 전투